# Liste der Länderspiele der nordirischen Futsalnationalmannschaft
Die nachfolgende Liste enthält alle Länderspiele der nordirischen Futsalnationalmannschaft der Männer, die der Fußballverband von Nordirland, die Irish Football Association (IFA), im Jahr 2016 gegründet hat. Futsal ist die einzige von der FIFA anerkannte Variante des Hallenfußballs. Bisher wurden zwölf Länderspiele ausgetragen.

## Länderspielübersicht
Legende
- Erg. = Ergebnis
- n. V. = nach Verlängerung
- i. S. = im Sechsmeterschießen
- abg. = Spielabbruch
- H = Heimspiel
- A = Auswärtsspiel
- * = Spiel auf neutralem Platz
- Hintergrundfarbe grün = Sieg
- Hintergrundfarbe gelb = Unentschieden
- Hintergrundfarbe rot = Niederlage

| Nr.                    | Datum      | Erg. | Gegner     |   | Austragungsort                                  | Anlass                                | Bemerkungen |
| ---------------------- | ---------- | ---- | ---------- | - | ----------------------------------------------- | ------------------------------------- | --- |
| 1                      | 02.12.2016 | 1:7  | Wales      | A | Cardiff (WAL), Cardiff City House of Sport      | Futsal Home Nations Championship 2016 | Erstes Auswärtsspiel Erste Niederlage Erste Auswärtsniederlage Höchste Auswärtsniederlage Erstes Länderspiel gegen Wales                                         |
| 2                      | 03.12.2016 | 1:16 | England    | * | Cardiff (WAL), Cardiff City House of Sport      | Futsal Home Nations Championship 2016 | Erstes Spiel auf neutralem Platz Erste Niederlage auf neutralem Platz Höchste Niederlage Höchste Niederlage auf neutralem Platz Erstes Länderspiel gegen England |
| 3                      | 04.12.2016 | 2:8  | Schottland | * | Cardiff (WAL), Cardiff City House of Sport      | Futsal Home Nations Championship 2016 | Erstes Länderspiel gegen Schottland |
| 4                      | 13.05.2017 | 1:2  | San Marino | A | Serravalle (SMR), Multieventi Sport Domus       | Freundschaftsspiel                    | Erstes Länderspiel gegen San Marino |
| 5                      | 14.05.2017 | 1:0  | San Marino | A | Serravalle (SMR), Multieventi Sport Domus       | Freundschaftsspiel                    | Erster Sieg Erster Auswärtssieg Höchster Sieg Höchster Auswärtssieg                                                                                              |
| 6                      | 24.11.2017 | 5:6  | Gibraltar  | A | Gibraltar (GIB), Tercentenary Sports Hall       | Freundschaftsspiel                    | Erstes Länderspiel gegen Gibraltar |
| 7                      | 25.11.2017 | 1:3  | Gibraltar  | A | Gibraltar (GIB), Tercentenary Sports Hall       | Freundschaftsspiel                    | |
| 8                      | 01.12.2017 | 1:4  | Schottland | A | Currie 1 (SCO), Oriam Sports Performance Centre | Futsal Home Nations Championship 2017 | |
| 9                      | 02.12.2017 | 1:5  | England    | * | Currie 1 (SCO), Oriam Sports Performance Centre | Futsal Home Nations Championship 2017 | |
| 10                     | 03.12.2017 | 0:8  | Wales      | * | Currie 1 (SCO), Oriam Sports Performance Centre | Futsal Home Nations Championship 2017 | |
| 11                     | 22.06.2018 | 6:8  | Schottland | H | Newry, Newry Leisure Centre                     | Freundschaftsspiel                    | Erstes Heimspiel Erste Heimniederlage Höchste Heimniederlage |
| 12                     | 23.06.2018 | 6:6  | Schottland | H | Newry, Newry Leisure Centre                     | Freundschaftsspiel                    | Erstes Unentschieden Erstes Heimunentschieden Höchstes Unentschieden Höchstes Heimunentschieden                                                                  |
| Stand: 27. August 2018 |            |      |            |   |                                                 |                                       | |

## Statistik
In der Statistik werden nur die offiziellen Länderspiele berücksichtigt.
Legende
- Sp. = Spiele
- Sg. = Siege
- Uts. = Unentschieden
- Ndl. = Niederlagen
- Hintergrundfarbe grün = positive Bilanz
- Hintergrundfarbe gelb = ausgeglichene Bilanz
- Hintergrundfarbe rot = negative Bilanz

### Gegner
| Land       | Kontinentalverband | Sp. | Sg. | Uts. | Ndl. | Torverhältnis |
| ---------- | ------------------ | --- | --- | ---- | ---- | ------------- |
| England    | UEFA               | 2   | 0   | 0    | 2    | 02:21         |
| Gibraltar  | UEFA               | 2   | 0   | 0    | 2    | 6:9           |
| San Marino | UEFA               | 2   | 1   | 0    | 1    | 2:2           |
| Schottland | UEFA               | 4   | 0   | 1    | 3    | 15:26         |
| Wales      | UEFA               | 2   | 0   | 0    | 2    | 01:15         |
| Gesamt     | Gesamt             | 12  | 1   | 1    | 10   | 26:73         |

### Kontinentalverbände
| Kontinentalverband                 | Sp. | Sg. | Uts. | Ndl. | Torverhältnis |
| ---------------------------------- | --- | --- | ---- | ---- | ------------- |
| AFC (Asien)                        | 0   | 0   | 0    | 0    | 0:0           |
| CAF (Afrika)                       | 0   | 0   | 0    | 0    | 0:0           |
| CONCACAF (Nord- und Mittelamerika) | 0   | 0   | 0    | 0    | 0:0           |
| CONMEBOL (Südamerika)              | 0   | 0   | 0    | 0    | 0:0           |
| OFC (Ozeanien)                     | 0   | 0   | 0    | 0    | 0:0           |
| UEFA (Europa)                      | 12  | 1   | 1    | 10   | 26:73         |
| Gesamt                             | 12  | 1   | 1    | 10   | 26:73         |

### Anlässe
| Anlass                                  | Sp. | Sg. | Uts. | Ndl. | Torverhältnis |
| --------------------------------------- | --- | --- | ---- | ---- | ------------- |
| Futsal Home Nations Championship-Spiele | 6   | 0   | 0    | 6    | 06:48         |
| Freundschaftsspiele                     | 6   | 1   | 1    | 4    | 20:25         |
| Gesamt                                  | 12  | 1   | 1    | 10   | 26:73         |

### Spielarten
| Spielart                       | Sp. | Sg. | Uts. | Ndl. | Torverhältnis |
| ------------------------------ | --- | --- | ---- | ---- | ------------- |
| Heimspiele (H)                 | 2   | 0   | 1    | 1    | 12:14         |
| Spiele auf neutralem Platz (*) | 4   | 0   | 0    | 4    | 04:37         |
| Auswärtsspiele (A)             | 6   | 1   | 0    | 5    | 10:22         |
| Gesamt                         | 12  | 1   | 1    | 10   | 26:73         |

### Austragungsorte
| Austragungsort | Land       | Sp. | Sg. | Uts. | Ndl. | Torverhältnis |
| -------------- | ---------- | --- | --- | ---- | ---- | ------------- |
| Cardiff        | Wales      | 3   | 0   | 0    | 3    | 04:31         |
| Currie         | Schottland | 3   | 0   | 0    | 3    | 02:17         |
| Gibraltar      | Gibraltar  | 2   | 0   | 0    | 2    | 6:9           |
| Newry          | Nordirland | 2   | 0   | 1    | 1    | 12:14         |
| Serravalle     | San Marino | 2   | 1   | 0    | 1    | 2:2           |
| Gesamt         | Gesamt     | 12  | 1   | 1    | 10   | 26:73         |

### Spielergebnisse
|      | Gegentore | Gegentore | Gegentore | Gegentore | Gegentore | Gegentore | Gegentore | Gegentore | Gegentore | Gegentore | Gegentore | Gegentore | Gegentore | Gegentore | Gegentore | Gegentore | Gegentore |
| Tore | 0         | 1         | 2         | 3         | 4         | 5         | 6         | 7         | 8         | 9         | 10        | 11        | 12        | 13        | 14        | 15        | 16        |
| ---- | --------- | --------- | --------- | --------- | --------- | --------- | --------- | --------- | --------- | --------- | --------- | --------- | --------- | --------- | --------- | --------- | --------- |
| 0    | -         | -         | -         | -         | -         | -         | -         | -         | 1         | -         | -         | -         | -         | -         | -         | -         | -         |
| 1    | 1         | -         | 1         | 1         | 1         | 1         | -         | 1         | -         | -         | -         | -         | -         | -         | -         | -         | 1         |
| 2    | -         | -         | -         | -         | -         | -         | -         | -         | 1         | -         | -         | -         | -         | -         | -         | -         | -         |
| 3    | -         | -         | -         | -         | -         | -         | -         | -         | -         | -         | -         | -         | -         | -         | -         | -         | -         |
| 4    | -         | -         | -         | -         | -         | -         | -         | -         | -         | -         | -         | -         | -         | -         | -         | -         | -         |
| 5    | -         | -         | -         | -         | -         | -         | 1         | -         | -         | -         | -         | -         | -         | -         | -         | -         | -         |
| 6    | -         | -         | -         | -         | -         | -         | 1         | -         | 1         | -         | -         | -         | -         | -         | -         | -         | -         |